# Hegyhátszentjakab, Vas
Hegyhátszentjakab  este un sat în districtul Körmend, județul Vas, Ungaria, având o populație de 287 de locuitori (2011). 

## Demografie
Componența etnică a satului Hegyhátszentjakab
     Maghiari (100%)
Componența confesională a satului Hegyhátszentjakab
     Romano-catolici (45,3%)
     Luterani (14,98%)
     Reformați (8,36%)
     Fără religie (2,79%)
     Necunoscută (28,57%)
     Alte religii (1,05%)
Conform recensământului din 2011, satul Hegyhátszentjakab avea 287 de locuitori. Din punct de vedere etnic, majoritatea locuitorilor (100,0%) erau maghiari. Nu există o religie majoritară, locuitorii fiind romano-catolici (45,3%), luterani (14,98%), reformați (8,36%) și persoane fără religie (2,79%). Pentru 28,57% din locuitori nu este cunoscută apartenența confesională.